# 感覺異常
感覺異常，又称为针刺感，是一种麻刺感、刺痛感、灼热或麻木的感觉。比較少被描述为寒冷或蟲爬的感觉。就算未觸碰到皮肤，也可能產生這樣的症狀。雖然身体的任何部位皆可发生，但最常出現在手臂和腿部。持续时间可能很短，但也能很久。
短暂发作的常见原因是神经受到压迫。慢性症狀可能源於腕隧道症候群、中風、多发性硬化症、橫貫性脊髓炎、肿瘤、维生素 B12 缺乏症、鉛中毒、糖尿病、格林-巴利综合征或脑炎 。由症状、身體检查和检驗來確定诊断。
依發生的病因決定治療。治療包括辣椒素乳膏、卡马西平或加巴喷丁。這個辭源于希腊语「para」（旁边）和「aesthesis」（感觉）。另一個含義相近的辭語「不悅異常感」，有人只用於說明触摸時發生的異常感觉。